# 鵜ノ巣断崖

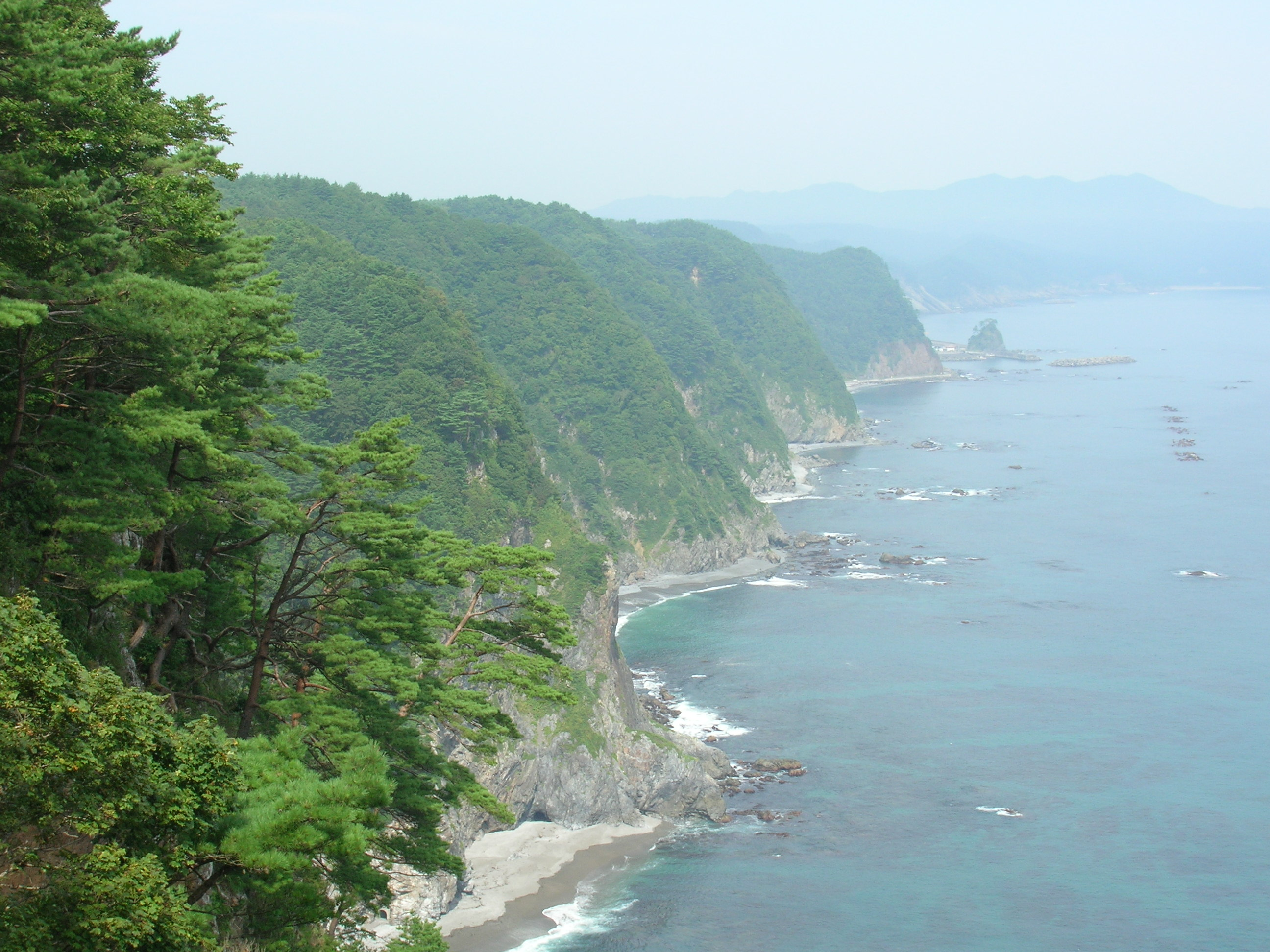
鵜ノ巣断崖

鵜ノ巣断崖（うのすだんがい）は、岩手県下閉伊郡田野畑村にある海岸景勝地。太平洋に沿って標高200mにも及ぶ大規模な断崖絶壁となっており、太平洋に突き出したような地形が特色。名の由来は中腹にウミウ及びカワウの営巣地があることに因み、鵜ノ巣断崖と名付けられたとされる。三陸海岸北部を代表する景勝地の一つで、三陸復興国立公園に属する。

## 地形
鵜ノ巣断崖一帯は三陸海岸北部に見られる典型的な隆起海岸地形である。これは、一帯を構成する北上丘陵が、長い年月を経たことで、海岸段丘面の波食の作用を受け形成されたものである。海岸段丘は、波食が緩やかな場所では低地部が残存したりするが（九十九里浜の納屋集落など）、三陸海岸北部一帯は海流の影響などで波が荒れやすく海食、とりわけ波食が活発であり、また太平洋に面しているため、地震活動による津波の影響も受けやすい。そのため、海岸段丘面の下部がほぼ全面に亘って削り取られたような形となっている。それゆえ、頂上部は平坦な丘陵地帯を形成するのに対し、ほぼ垂直に切り立った崖が展開される。また、このような作用から、この鵜ノ巣断崖はほぼ規則的に鋸歯状になっているのも特色である。これは、比較的脆い地盤が波食の作用を受けると、削り取られて窪んだ部分に波力のエネルギーが収斂されるからである。

## 観光
なお、同村の北部には北山崎という著名な景勝地があり、同じく100m～200m級の断崖が展開するが、洞門や奇岩、岩峰など地形が変化に富んでいる点で、単調、かつ豪壮な鵜ノ巣断崖とは性格を異にする。また、北山崎の方は国立公園切手にも採用されたことで全国的な知名度が上がり、同村の観光開発は北山崎を基点として行われた。そのため、鵜ノ巣断崖方面は観光開発に消極的であり、現在もなおほぼ手付かずの自然が残されている。
同村は北山崎と並ぶ景勝地と位置付けているものの、観光施設は一部に展望台や遊歩道が整備されているのみである。

## ギャラリー

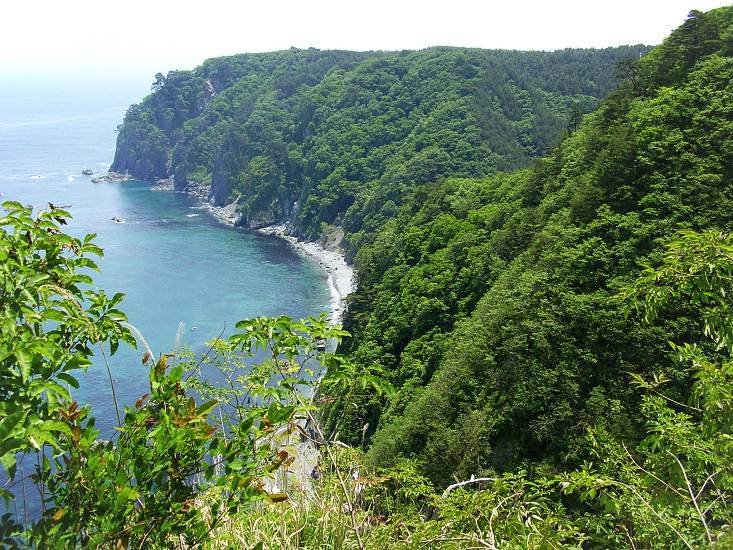
水尻崎6月下旬
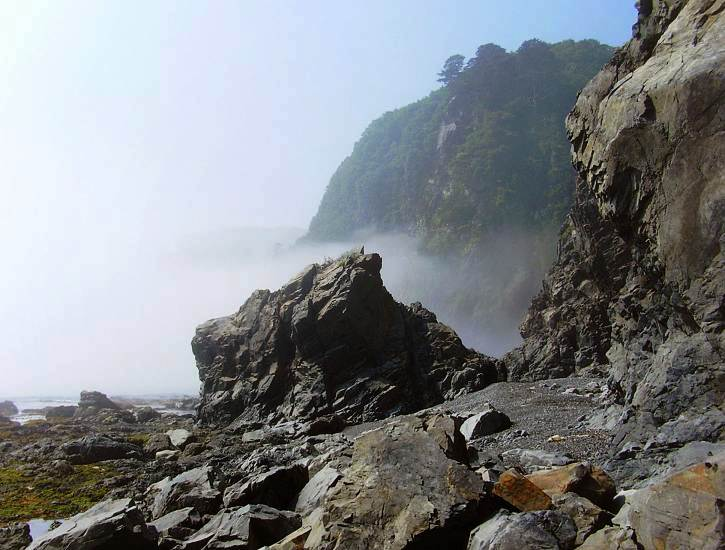
鵜ノ巣断崖2_干潮時間6月
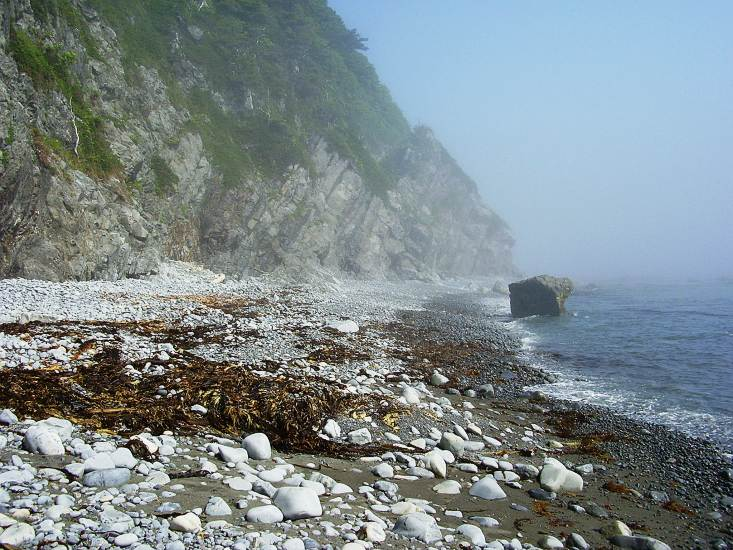
鵜ノ巣断崖1_干潮時間6月
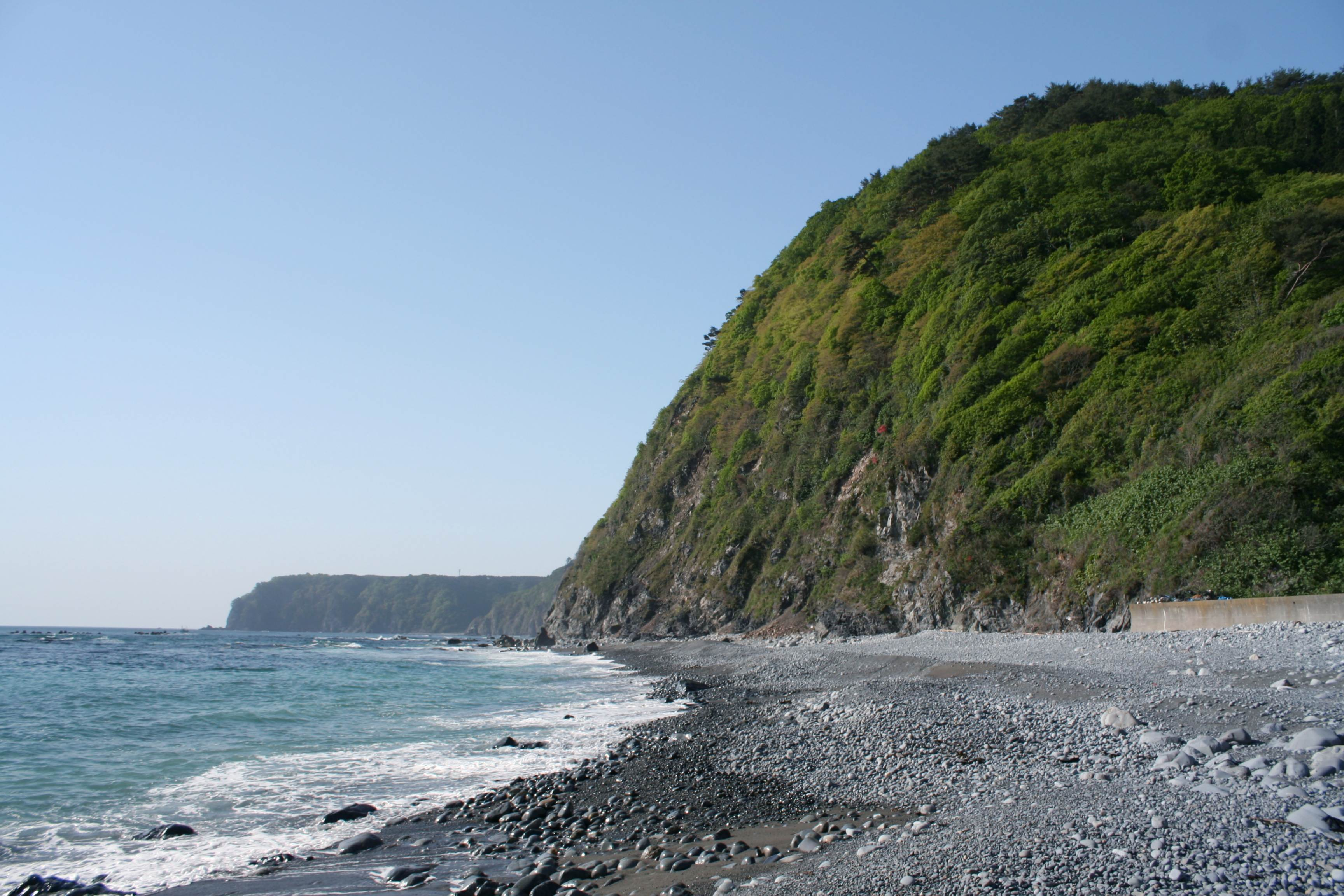
白池海岸から鵜ノ巣断崖5月

## アクセス
- 三陸鉄道リアス線・田野畑駅から観光乗合タクシーで30分
- 国道45号・E45 岩泉道路・鵜の巣断崖ICから約10分・駐車場有